# Danh sách câu lạc bộ bóng đá ở Quần đảo Turks và Caicos
Đây là danh sách các câu lạc bộ bóng đá ở Quần đảo Turks và Caicos.
- AFC Academy
- AFC National
- Beaches FC
- Caribbean All Stars FC
- Celtic FC Providenciales
- Cheshire Hall
- Cost Right FC
- Digi FC
- HAB FC
- KPMG United FC
- Masters FC
- Pedagogue FC
- Provo Haitian Stars FC
- Provopool FC
- PWC Athletic
- RMC Master Hammer FC
- SWA Sharks FC
- Tropic All Stars

Bản mẫu:Bóng đá Quần đảo Turks và Caicos